# 元寿 (漢)
元寿（げんじゅ）は、中国、前漢の哀帝劉欣の治世に行われた年号。
紀元前2年 - 紀元前1年。

## 出来事
- 元年
  - 哀帝崩御し、平帝劉衍が即位。
  - 太皇太后･王政君により王莽が再び大司馬となる。

## 西暦との対照表
| 元寿 | 元年  | 2年   |
| 西暦 | 前2年 | 前1年 |
| 干支 | 己未  | 庚申  |